# Scilla Gabel
Scilla Gabel, eigentlich Gianfranca Gabellini (* 4. Januar 1938 in Rimini), ist eine italienische Filmschauspielerin.

## Kurzbiografie
Scilla Gabel studierte Schauspiel an der Accademia nazionale d’arte drammatica in Rom und feierte 1954 mit dem Filmdrama Tua per la vita ihr Debüt als Schauspielerin. Da ihr eine optische Ähnlichkeit mit Sophia Loren nachgesagt wurde – 1957 musste sie sogar als Lorens Double in deren für einen Oscar nominiertem Spielfilm Boy on a Dolphin zur Verfügung stehen – legte sie sich zu Beginn ihrer Karriere zwei Mal unters Messer, um so ein individuelleres Aussehen zu bekommen. Ihren Durchbruch feierte Gabel erst 1958 in der italienischen Fernsehserie Capitan Fracassa. 1959 folgte ihr Mitwirken in Tarzans größtes Abenteuer neben Gordon Scott in der Titelrolle und einem noch unbekannten Sean Connery.
Scilla Gabel galt in den 1960er Jahren bald als gefragte Darstellerin in so genannten Sandalenfilmen. 1961 stand sie an der Seite von Roger Moore in Der Raub der Sabinerinnen vor der Kamera; nur ein Jahr später folgte 1962 ihr Auftritt im Monumentalfilm Sodom und Gomorrha. 1966 konnte sie für die deutsch-österreichisch-italienische Koproduktion Das Geheimnis der gelben Mönche als Darstellerin gewonnen werden. Eine ihrer letzten großen Rollen bekam sie 1968 offeriert, als sie in der Miniserie Die Odyssee die Helena von Troja verkörperte.
Nachdem sie in den 1970er Jahren nur noch eine Handvoll Spielfilme gedreht hatte, darunter 1976 die siebenteilige Miniserie Dov'è Anna?, zog sie sich ab 1984 ins Privatleben zurück.
Nach einer kurzen Liaison mit dem 17 Jahre älteren italienischen Musiker Fred Buscaglione (1921–1960) heiratete Scilla Gabel 1968 den Regisseur Piero Schivazappa, mit dem sie seit 1974 ein gemeinsames Kind hat.

## Filmografie (Auswahl)
- 1958: … denn keiner ist ohne Sünde (Filles de nuit)
- 1958: Hadschi Murad – Unter der Knute des Zaren (Agi Murad – Il diavolo bianco)
- 1959: Tarzans größtes Abenteuer (Tarzan's Greatest Adventure)
- 1960: Call-Girls (I piaceri del sabato notte)
- 1960: Die halbstarken Eltern (Genitori in blue jeans)
- 1960: Die Hartgesottenen (Noi duri)
- 1960: Die Kanaille (Les Canailles)
- 1960: Die Mühle der versteinerten Frauen (Il mulino delle donne di pietra)
- 1960: Venus der Piraten (La Venere dei pirati)
- 1961: Die drei Wahrheiten (Le Puits aux trois vérités)
- 1961: Die Ernte der sündigen Mädchen (Les Filles sèment le vent)
- 1961: Küß’ mich als gäb’s kein Morgen (The Festival Girls)
- 1961: Der Raub der Sabinerinnen (Il ratto delle Sabine)
- 1962: Sodom und Gomorrha (Sodom and Gomorrah)
- 1962: Die gewaltigen Sieben (Maciste il gladiatore più forte del mondo)
- 1963: Reiter des Schreckens (IL terrore dei mantelli rossi)
- 1963: Die Teufelskerle von Dorano (I divaoli di Spartivento)
- 1964: Eine Leiche für die Dame (Cadavere per signora)
- 1964: Revanche für Spartacus (La vendetta di Spartacus)
- 1964: Der Sohn von Cäsar und Cleopatra (Il figlio di Cleopatra)
- 1966: Modesty Blaise – Die tödliche Lady (Modesty Blaise)
- 1966: Wie tötet man eine Dame? (Das Geheimnis der gelben Mönche)
- 1966: Bel Ami 2000 oder Wie verführt man einen Playboy
- 1967: Das große Glück
- 1967: Djurado
- 1967: Zärtliche Haie (Tendres requins)
- 1968: Die Odyssee (L'odissea)